# Сант Иларио д’Енца
Сант Иларио д'Енца (итал. Sant'Ilario d'Enza) је насеље у Италији у округу Ређо Емилија, региону Емилија-Ромања.
Према процени из 2011. у насељу је живело 8140 становника. Насеље се налази на надморској висини од 60 м.

## Становништво
Према резултатима пописа становништва 2011. у општини је живело 10.939 становника.
| 1931. | 1936. | 1951. | 1961. | 1971. | 1981. | 1991. | 2001. | 2011.  |
| ----- | ----- | ----- | ----- | ----- | ----- | ----- | ----- | ------ |
| 4.689 | 4.668 | 4.908 | 5.518 | 8.013 | 9.347 | 9.237 | 9.702 | 10.939 |